# 和銅
和銅（）は、日本の元号のひとつ。慶雲の後、霊亀の前。708年から715年までの期間を指す。この時代の天皇は女帝元明天皇である。

## 改元
- 慶雲5年1月11日（ユリウス暦708年2月7日）：和銅が献じられたことにより改元。
- 和銅8年9月2日（ユリウス暦715年10月3日）：霊亀に改元。

## 由来
『続日本紀』巻四には、武蔵国秩父郡（現在の埼玉県秩父市黒谷）から、和銅（ニギアカガネ）と呼ばれる銅塊が発見され朝廷に献上されたことを祝い、年号が慶雲から和銅に改められたと記されている。

## 和銅年間の出来事
- 元年

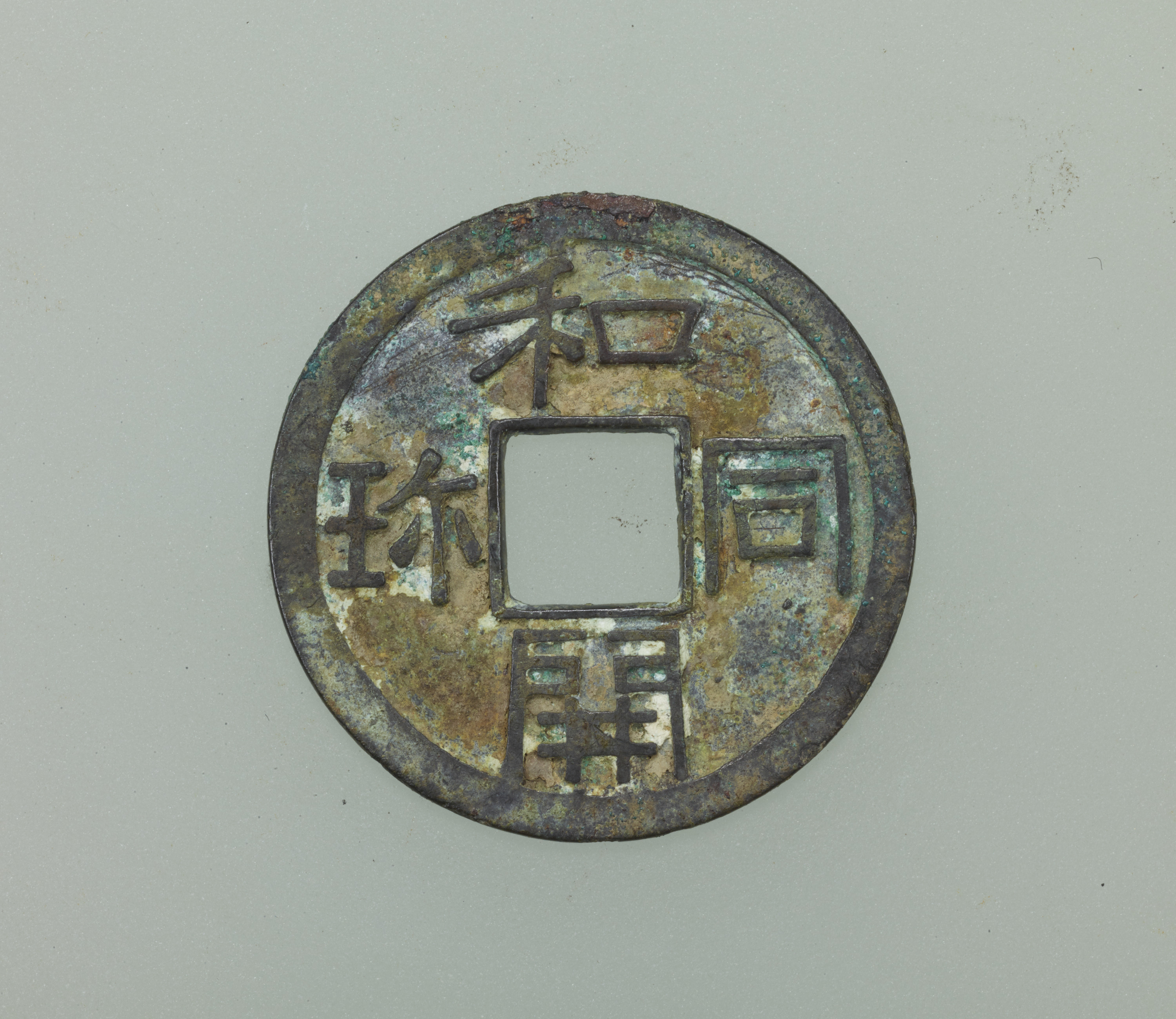
崇福寺跡出土の和同開珎（東京国立博物館所蔵）

  - 2月 - 平城の地に新都造営の詔が出る。
  - 5月 - 和同開珎鋳造。
  - 10月 - 伊勢神宮に平城宮造営を告げる。
- 3年
  - 3月 - 藤原京から平城京に遷都。藤原氏、興福寺の造営を発願する。
- 4年
  - 10月 - 蓄銭叙位令を定める。
- 5年
  - 1月 - 太安万侶により古事記完成、撰上。
  - 9月28日 - 出羽国を建てる。
- 6年
  - 4月3日 - 丹後国・美作国・大隅国を建てる。
  - 5月 - 諸国に風土記の編纂を命じる。国・郡・郷名に好字を付けさせる。
- 7年
  - 6月25日 - 首皇子、立太子。
- 8年
  - 9月 - 元明天皇が譲位し、氷高内親王が即位する（元正天皇）。

### 誕生
- 2年
  - 10月13日 -  光仁天皇

## 西暦との対照表
※は小の月を示す。
| 和銅元年（戊申） | 一月※    | 二月  | 三月※  | 四月※ | 五月  | 六月※ | 七月※  | 八月  | 閏八月※ | 九月  | 十月    | 十一月  | 十二月※  |
| ---------------- | -------- | ----- | ------ | ----- | ----- | ----- | ------ | ----- | ------- | ----- | ------- | ------- | -------- |
| ユリウス暦       | 708/1/28 | 2/26  | 3/27   | 4/25  | 5/24  | 6/23  | 7/22   | 8/20  | 9/19    | 10/18 | 11/17   | 12/17   | 709/1/16 |
| 和銅二年（己酉） | 一月     | 二月  | 三月※  | 四月※ | 五月  | 六月※ | 七月※  | 八月  | 九月※   | 十月  | 十一月  | 十二月※ |          |
| ユリウス暦       | 709/2/14 | 3/16  | 4/15   | 5/14  | 6/12  | 7/12  | 8/10   | 9/8   | 10/8    | 11/6  | 12/6    | 710/1/5 |          |
| 和銅三年（庚戌） | 一月     | 二月  | 三月※  | 四月  | 五月※ | 六月  | 七月※  | 八月※ | 九月    | 十月※ | 十一月  | 十二月※ |          |
| ユリウス暦       | 710/2/3  | 3/5   | 4/4    | 5/3   | 6/2   | 7/1   | 7/31   | 8/29  | 9/27    | 10/27 | 11/25   | 12/25   |          |
| 和銅四年（辛亥） | 一月     | 二月  | 三月   | 四月※ | 五月  | 六月※ | 閏六月 | 七月※ | 八月    | 九月※ | 十月※   | 十一月  | 十二月※  |
| ユリウス暦       | 711/1/23 | 2/22  | 3/24   | 4/23  | 5/22  | 6/21  | 7/20   | 8/19  | 9/17    | 10/17 | 11/15   | 12/14   | 712/1/13 |
| 和銅五年（壬子） | 一月     | 二月  | 三月※  | 四月  | 五月  | 六月※ | 七月   | 八月※ | 九月    | 十月※ | 十一月※ | 十二月  |          |
| ユリウス暦       | 712/2/11 | 3/12  | 4/11   | 5/10  | 6/9   | 7/9   | 8/7    | 9/6   | 10/5    | 11/4  | 12/3    | 713/1/1 |          |
| 和銅六年（癸丑） | 一月※    | 二月  | 三月※  | 四月  | 五月  | 六月※ | 七月   | 八月※ | 九月    | 十月  | 十一月※ | 十二月  |          |
| ユリウス暦       | 713/1/31 | 3/1   | 3/31   | 4/29  | 5/29  | 6/28  | 7/27   | 8/26  | 9/24    | 10/24 | 11/23   | 12/22   |          |
| 和銅七年（甲寅） | 一月※    | 二月※ | 閏二月 | 三月※ | 四月  | 五月※ | 六月   | 七月  | 八月※   | 九月  | 十月    | 十一月※ | 十二月   |
| ユリウス暦       | 714/1/21 | 2/19  | 3/20   | 4/19  | 5/18  | 6/17  | 7/16   | 8/15  | 9/14    | 10/13 | 11/12   | 12/12   | 715/1/10 |
| 和銅八年（乙卯） | 一月※    | 二月※ | 三月   | 四月※ | 五月  | 六月※ | 七月   | 八月※ | 九月    | 十月  | 十一月  | 十二月※ |          |
| ユリウス暦       | 715/2/9  | 3/10  | 4/8    | 5/8   | 6/6   | 7/6   | 8/4    | 9/3   | 10/2    | 11/1  | 12/1    | 12/31   |          |